# Fass (Central River Region)
Fass (Namensvarianten: Fass Bamba, Fass Njama, Jama Fass Tukulor) ist eine Ortschaft im westafrikanischen Staat Gambia.
Nach einer Berechnung für das Jahr 2013 leben dort etwa 944 Einwohner, das Ergebnis der letzten veröffentlichten Volkszählung von 1993 betrug 627.

## Geographie
Fass, in der Central River Region im Distrikt Upper Saloum am nördlichen Ufer des Gambia-Flusses liegt rund 0,5 Kilometer nördlich der North Bank Road, einer wichtigen Fernstraße von Gambia, zwischen Panchang und Nyanga Bantang.